# Hiệp sĩ Trán Dô
Hiệp sĩ Trán Dô là một bộ phim hoạt hình dài tập của Trung tâm Phim truyền hình Việt Nam, Đài Truyền hình Việt Nam.

## Lịch sử
Phỏng theo câu chuyện Thằng quỷ gỗ của nhà văn Nguyễn Quang Thiều, bộ phim đã cố gắng tiếp cận những khía cạnh nhân bản của đời sống.

## Nội dung
Không chỉ có dấu ấn dân tộc thông qua những hình ảnh về đồng ruộng, có trâu, có nón mà nó còn khắc họa đời sống của những con người ở hiện tại. Chuyện phim đề cập đến những vấn nạn trộm cắp, thanh toán lẫn nhau... và cả những ám ảnh hiện tại, ma túy thông qua thế giới của loài Chuột và một con búp bê gỗ.

## Ê-kíp
- Họa sĩ: Phạm Minh Trí, Phương Hoa, Nguyễn Cao Hoàng
- Âm nhạc: Vũ Thảo
- Vẽ phông: Nguyễn Cao Hoàng
- Dàn cảnh: Nguyễn Hữu Dũng, Phạm Gia Phương, Nguyễn Thị Huyền, Nguyễn Đức Hiếu
- Diễn xuất: Bùi Đức Khiêm, Đinh Thị Sâm, Đặng Đức Tính, Nguyễn Anh Tuấn, Nguyễn Đức Luận, Nguyễn Văn Dân, Chu Huy Bình, Trần Thanh Huyền, Nguyễn Tuyết Trinh
- Trợ lý diễn xuất: Hoàng Vân Anh, Nguyễn Như Hoa, Vũ Mạnh Hùng, Trịnh Lâm Tùng, Doãn Đức Hải, Phạm Thị Thủy, Lê Thị Thùy, Lê Thị Hiền, Nguyễn Kim Duyên, Nguyễn Thanh Tâm, Bùi Ái Liên
- Kiểm tra kỹ thuật vẽ: Nguyễn Như Quỳnh, Nguyễn Hữu Phong, Hoàng Thanh Sơn, Nguyễn Thanh Tú
- Tô màu - Quét hình: Bùi Thị Phương, Đặng Vũ Mai Ly, Nguyễn Xuân Tu, Lê Hoài Thu
- Tổng hợp hình ảnh: Phạm Minh Đức
- Kỹ xảo: Phạm Minh Đức, Nguyễn Cao Hoàng, Ngô Trần Công
- Kết xuất hình ảnh: Ngô Trần Công
- Tiếng động: Minh Thu
- Lồng tiếng: Tiến Dũng, Phương Đông

## Vinh danh
Giải khuyến khích thể loại Phim hoạt hình, Nhựa và vi tính - Cánh diều Vàng (2004).